# Finn Kristensen
Finn Kristensen (* 24. Juli 1936 in Brevik) ist ein norwegischer Politiker der sozialdemokratischen Arbeiderpartiet (Ap). Von 1969 bis 1985 war er Abgeordneter im Storting. In der Zeit von Februar bis Oktober 1981 sowie von Mai 1986 bis Januar 1988 fungierte er als Industrieminister, danach bis Oktober 1989 als Wirtschaftsminister seines Landes. Anschließend stand er dem Staatsunternehmen Statoil vor, bevor er von November 1990 bis Januar 1993 Erdöl- und Energieminister und schließlich bis Oktober 1993 Wirtschafts- und Energieminister war.

## Leben
Kristensen machte von 1950 bis 1954 die Ausbildung zum Elektriker bei der Zementfabrik Dalen Portland Cementfabrikk. Anschließend besuchte er bis 1955 in Oslo die Elektrikerschule Oslo elementærtekniske skole im Starkstromzweig. Danach arbeitete er bis 1956 als Elektriker auf See, bevor er 1958 zu seinem Ausbildungsbetrieb zurückkehrte. Von 1962 bis 1965 unterrichtete Kristensen beim Arbeidernes Opplysningsforbund (AOF), einem Weiterbildungsverband der norwegischen Arbeiterbewegung. Er war von 1962 bis 1965 zudem Mitglied im Aufsichtsrat des Gewerkschaftsverbands Landsorganisasjonen i Norge (LO).
In den Jahren 1965 bis 1969 war er als Parteisekretär der Arbeiderpartiet in Telemark tätig. In dieser Zeit war er auch lokalpolitisch aktiv und gehörte von 1959 bis 1963 dem Kommunalparlament der damaligen Kommune Eidanger an. Nach deren Eingliederung in die Gemeinde Porsgrunn saß Kristensen von 1963 bis 1971 im Kommunalparlament von Porsgrunn.

### Stortingsabgeordneter und erste Amtszeit als Minister
Kristensen zog bei der Parlamentswahl 1969 erstmals in das norwegische Nationalparlament Storting ein. Dort vertrat er den Wahlkreis Telemark und wurde zunächst Mitglied im Verteidigungsausschuss. Nach der Wahl 1973 wechselte er in den Industrieausschuss, wo er auch nach der Stortingswahl 1977 wieder Mitglied wurde. Im Oktober 1979 übernahm Kristensen während der laufenden Legislaturperiode den Vorsitz des Industrieausschusses. In dieser Position blieb er bis Februar 1981. Im Fylke Telemark fungierte er zudem von 1972 bis 1977 als Parteivorsitzender der Arbeiderpartiet. In den Jahren 1977 bis 1981 gehörte Kristensen schließlich dem Parteivorstand auf Landesebene an.
Am 4. Februar 1981 wurde Kristensen zum Industrieminister in der während der laufenden Legislaturperiode neu gebildeten Regierung Brundtland I ernannt. In der Folge der Parlamentswahl 1981 kam es im Oktober 1981 zu einem erneuten Regierungswechsel und Kristensens Amtszeit endete am 14. Oktober 1981. Nachdem Kristensen als Mitglied der Regierung sein Mandat im Storting hatte ruhen lassen müssen, kehrte Kristensen im Oktober 1981 ins Parlament zurück. Dort fungierte er als stellvertretender Vorsitzender des Energie- und Industrieausschusses. Zudem war er in der von 1981 bis 1985 andauernden Legislaturperiode Mitglied im Fraktionsvorstand der Arbeiderpartiet-Gruppierung. Im Herbst 1985 schied er aus dem Storting aus.

### Weitere Amtszeiten als Minister
Von 1985 bis 1986 arbeitete er schließlich beim Unternehmen T-invest in Notodden. Am 9. Mai 1986 wurde er in der neu gebildeten Regierung Brundtland II erneut zum Industrieminister ernannt. Zum 1. Januar 1988 erhielt das Industrieministerium neue Sachgebiete und wurde in Wirtschaftsministerium (Næringsdepartementet) umbenannt. Entsprechend änderte sich auch Kristensens Amtsbezeichnung zu „Wirtschaftsminister“ (Næringsminister). In Folge der Wahl 1989 kam es im Oktober 1989 zu einem Regierungswechsel und Kristensens Zeit als Wirtschaftsminister endete am 16. Oktober 1989.
Kristensen fungierte daraufhin von 1989 bis 1990 als Direktor vom Staatsunternehmen Statoil. Am 3. November 1990 wurde er in der Regierung Brundtland III erneut Minister unter Gro Harlem Brundtland, als er zum Erdöl- und Energieminister ernannt wurde. Ab September 1992 übernahm er zudem kommissarisch erneut den Posten als Wirtschaftsminister. Zum Beginn des Jahres 1993 wurden das Erdöl- und Energieministerium mit dem Wirtschaftsministerium zum Wirtschafts- und Energieministerium zusammengelegt. Kristensen wurde damit Wirtschafts- und Energieminister. Seine Amtszeit endete am 7. Oktober 1993, als Jens Stoltenberg den Posten übernahm. Ministerpräsidentin Gro Harlem Brundtland gab an, dass es sich um einen Rücktritt auf Kristensens eigenen Wunsch handelte.

### Rückzug aus der Politik
Nach seiner Zeit in der Politik begann Kristensen als Berater in der freien Wirtschaft zu arbeiten. Dabei war er unter anderem für ABB tätig.